# Dan Evins
Danny Wood Evins, né le 11 octobre 1935 et mort le 14 janvier 2012, est un entrepreneur américain, fondateur en 1969 de Cracker Barrel Old Country Store, une chaîne de restaurants à thème. En janvier 2012, Cracker Barrel comptait plus de 67 000 employés travaillant dans plus de 600 restaurants dans 42 États américains,,.

## Biographie
Evins naît à Smithville dans le Tennessee, le 11 octobre 1935. Il s'engage dans l'US Army et sert en Corée dans le Corps du génie puis étudie à l'université d’Auburn. Il travaille ensuite comme assistant parlementaire pour son oncle, le député Joseph L. Evins, avant de travailler pour la compagnie pétrolière familiale.
En 1969, alors qu'il travaille chez Shell Oil, Evins fonde Cracker Barrel,. Il ouvre son premier restaurant à Lebanon sur la Tennessee State Route 109,. Il investit alors 40 000 $ pour construire le premier Cracker Barrel, qui se montre déjà rentable juste un mois après son ouverture. Evins est le Chief Executive Officer de Cracker Barrel de 1969 jusqu'en 2001, puis il préside le conseil d'administration de 2001 jusqu'à sa retraite en 2004.
Dan Evins meurt le 14 janvier 2012, chez sa fille, à Lebanon, à l'âge de 76 ans.